# Tel Baẕul
Tel Baẕul (hebreiska: תל בצול) är en kulle i Israel.   Den ligger i distriktet Norra distriktet, i den nordöstra delen av landet.
Terrängen runt Tel Baẕul är kuperad västerut, men österut är den platt. Terrängen runt Tel Baẕul sluttar österut. Runt Tel Baẕul är det ganska tätbefolkat, med 155 invånare per kvadratkilometer. Närmaste större samhälle är Bet She'an, 2,0 km sydost om Tel Baẕul. Trakten runt Tel Baẕul består till största delen av jordbruksmark.